# Fórum das Nações Unidas para as Florestas
O Fórum das Nações Unidas para as Florestas é uma comissão funcional da ONU criada para promover o diálogo intergovernamental sobre florestas e facilitar a adopção de políticas de conservação, gestão e desenvolvimento sustentável de todos os tipos de floresta.
Este fórum foi criado em Outubro de 2000 pelo Conselho Económico e Social das Nações Unidas.